# Chris Overton
Chris Overton (* 1989 in Cannock, Staffordshire, England) ist ein britischer Schauspieler, Filmproduzent und Filmregisseur.

## Karriere
Seit seinem 13. Lebensjahr interessiert er sich für Filme und wollte selbst eine Kamera haben. Er besuchte in England die Kingsmead School
Overtons Karriere im Filmgeschäft begann 2003 als Schauspieler bei der Fernsehserie Die magische Münze. Zuvor war er als Synchronsprecher bei dem Videospiel zu Harry Potter und der Stein der Weisen zu hören. Des Weiteren wirkte er bei Joel Schumachers Das Phantom der Oper aus dem Jahr 2004 als das „junge Phantom“ mit. In Roman Polańskis Verfilmung Oliver Twist nach dem gleichnamigen Roman von Charles Dickens erhielt er die Rolle des Noah Claypole und stand mit Barney Clark und Ben Kingsley vor der Kamera. Es folgte Auftritte in Fernsehserien bzw. Seifenopern wie zum Beispiel in The Mysti Show, Hollyoaks und Inspector Banks bevor er bei dem Kurzfilm Dalston Heath (2013) und Pride mitspielte.
Overton gewann gemeinsam mit Rachel Shenton bei der Oscarverleihung 2018 einen Oscar in der Kategorie „Bester Kurzfilm“ für seinen Film The Silent Child. Auf anderen Filmfestspielen erhielt er für dieses Werk acht Auszeichnungen. Ebenfalls 2018 wurde er in die Academy of Motion Picture Arts and Sciences berufen, die jährlich die Oscars vergibt.

## Filmografie (Auswahl)
- 2004: Das Phantom der Oper (The Phantom of the Opera)
- 2005: Oliver Twist
- 2005: The Mysti Show (Fernsehserie, 5 Episoden)
- 2010: Hollyoaks (Fernsehserie)
- 2012: Inspector Banks (DCI Banks, Fernsehserie, 2 Episoden)
- 2013: Dalston Heath (Kurzfilm)
- 2014: Pride
- 2017: Das stille Kind (The Silent Child, Kurzfilm, Regie)